# Spiliphera elegans
Spiliphera elegans är en rundmaskart som beskrevs av Bastian 1865. Spiliphera elegans ingår i släktet Spiliphera och familjen Chromadoridae. Inga underarter finns listade i Catalogue of Life.